# Język lokele
Język lokele albo kele – język z rodziny bantu, używany w Demokratycznej Republice Konga. W 1980 roku liczba mówiących wynosiła ok. 160 tysięcy.